# Bacia do Mediterrâneo

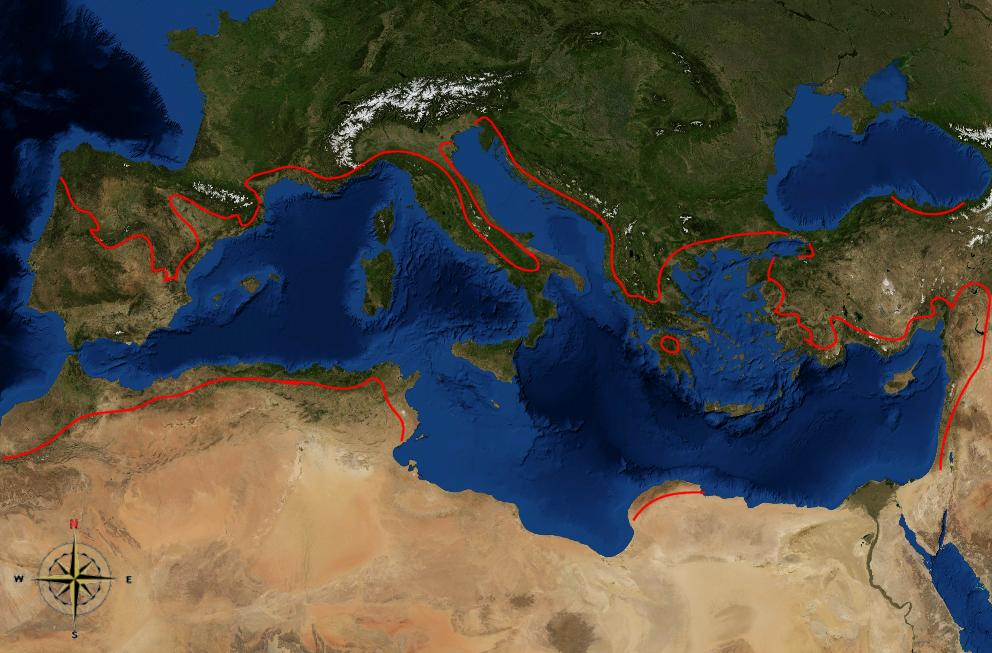
A bacia do Mediterrâneo e a linha de cultivo das oliveiras

A bacia do Mediterrâneo é um conceito geográfico com conotações históricas e culturais.
A bacia do Mediterrâneo inclui os territórios cujas águas vertem ao mar Mediterrâneo, ou seja: o Sul da Europa (excetuando a maior parte da Península Ibérica, e incluindo grande parte do Centro e o Leste com a bacia do Mar Negro), o Norte da África (prolongando-se até seu interior com a bacia do Nilo) e a zona mais ocidental da Ásia riberinha com esse mar, que se conhece também como Oriente Próximo ou Levante.
A distribuição potencial na bacia mediterrânea da oliveira ´w um dos melhores indicadores biológicos da região mediterrânea.